# Seaford (Delaware)
Seaford es una ciudad ubicada en el condado de Sussex en el estado estadounidense de Delaware. En el año 2000 tenía una población de 6,699 habitantes y una densidad poblacional de 743 personas por km². Fue el primer estado de las 13 colonias que firmaron la constitución.

## Geografía
Seaford se encuentra ubicada en las coordenadas 38°38′41″N 75°36′58″O / 38.64472, -75.61611.

## Demografía
Según la Oficina del Censo en 2000 los ingresos medios por hogar en la localidad eran de $28,402, y los ingresos medios por familia eran $39,688. Los hombres tenían unos ingresos medios de $30,467 frente a los $23,490 para las mujeres. La renta per cápita para la localidad era de $15,022. Alrededor del 27.6% de la población estaban por debajo del umbral de pobreza.

## Localidades adyacentes
Diagrama de las localidades a un radio de 16 km a la redonda de Seaford.